# Aarhus
Aarhus, o Århus (pronuncia /ˈɒːhus/, ) è la seconda città della Danimarca per popolazione e la prima per numero di abitanti della penisola dello Jutland (Jylland in lingua danese), nonché il principale porto del paese e un comune della Danimarca nella regione dello Jutland Centrale.
È stata scelta come capitale europea della cultura per il 2017 assieme a Pafo.

## Geografia fisica
Aarhus (soprannominata "la più piccola grande città del mondo") è situata sulla costa orientale dello Jutland in corrispondenza della foce del fiume Aarhus, e si affaccia sulla baia omonima. La posizione geografica si riflette nell'etimologia del nome che in danese antico significa "foce del fiume".

## Origini del nome
La città di Århus, col nome latino di Harusa, viene menzionata per la prima volta in Gesta Hammaburgensis Ecclesiae Pontificum, un'opera di Adamo da Brema della fine dell'XI secolo che cita «Regibrando, vescovo della chiesa di Harusa» (op. cit., 2.4) come partecipante ad un consiglio ecclesiastico nella città di Ingelheim in Germania.
Nel Medioevo la città era nota col nome di Arus o Áróss (nelle cronache islandesi). Si tratta di una parola composta da ār, genitivo di ā ("fiume" in antico danese; å in danese moderno) e ōss ("bocca" col significato di foce; il termine danese è oramai desueto, ma in islandese questa parola indica ancora un "delta fluviale"). L'etimologia è connessa con la posizione geografica della città che è situata sulla foce del piccolo fiume Århus Å.
Attraverso regolari modifiche fonologiche, il vocabolo medioevale divenne Aars o Oes, una forma che si è mantenuta, nei dialetti delle parrocchie circostanti, fino al XX secolo. Nel 1406 la forma Aarhus divenne quella prevalente nelle fonti scritte e gradualmente si impose nell'uso regolare a partire dal XVII secolo. Questa forma probabilmente ricalca i toponimi tedeschi che terminano in -husen, forse come risultato dell'influenza che avevano i commercianti tedeschi in questa città portuale.

## Storia

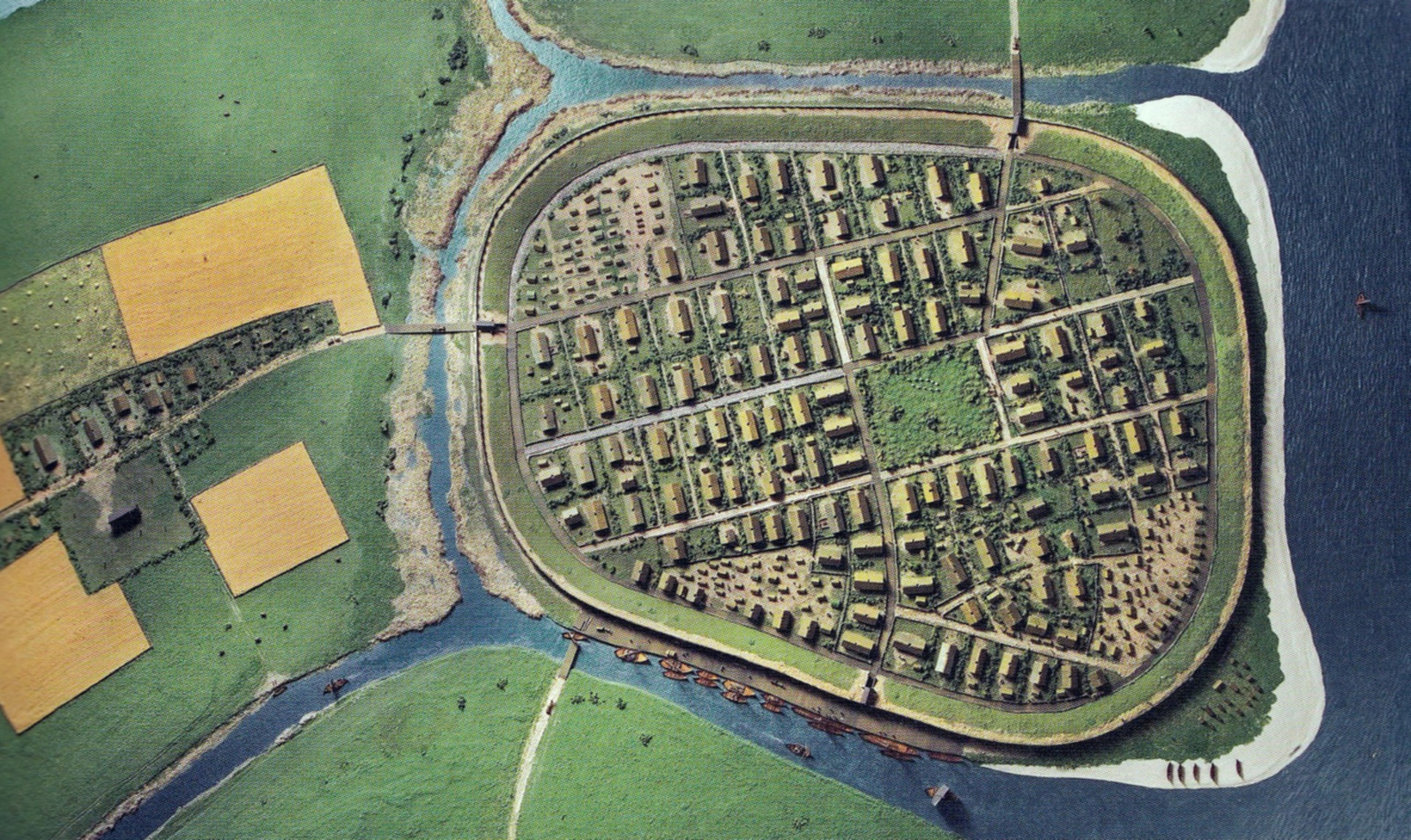
Modello del villaggio vichingo di Aarhus (IX secolo)

Fondata all'inizio dell'epoca vichinga, Aarhus è una delle città più antiche della Danimarca, insieme a Ribe e Hedeby.
La diocesi di Aarhus risale almeno al 951, ma ritrovamenti archeologici recenti permettono di retrodatare il sito cittadino al VII secolo, all'inizio dell'epoca vichinga, facendo di Århus una delle più antiche città della Scandinavia.
Tra il XIII e il XIV secolo l'insediamento originale subì un notevole sviluppo urbanistico trasformandosi in un'importante città commerciale. La sua posizione riparata sulla costa occidentale del Kattegat (il tratto di Mar Baltico compreso tra Svezia e Danimarca), la rendeva (e la rende ancora oggi), infatti, un punto nodale per gli scambi commerciali tra lo Jutland e le isole dell'arcipelago danese, e un importante scalo per le tratte tra la Germania, la Scandinavia e i Paesi Baltici.
Dal punto di vista demografico, il suo sviluppo è stato molto più recente: la sua popolazione non superava quella di Randers fino alla fine del XIX secolo e fino agli anni venti del XX secolo, la città più grande della penisola rimaneva Aalborg. La relativamente rapida crescita demografica è stata il frutto delle dinamiche sociali innescate dalla rivoluzione industriale che comportarono un consistente flusso migratorio dalle aree rurali verso le nuove aree industriali urbane come Århus. 

### VII-XI secolo

#### Il villaggio vichingo
I più antichi ritrovamenti archeologici a Århus sono alcune perle di vetro risalenti al VII secolo, ma il più antico nucleo abitativo ritrovato risale approssimativamente al IX secolo: si tratta di una casa lunga vichinga, che aveva sia funzione di alloggio comune che di luogo di lavoro come evidenziato dall'analisi degli strati di scavo e degli oggetti recuperati quali pettini, gioielli, e vari strumenti di lavoro quotidiano.
Scavi della primavera del 2005 hanno portato alla luce, edifici risalenti all'850 ed un canale intorno al quale sorgeva il villaggio. Intorno all'870 il canale venne interrato e fu costruita una strada. Piccoli agglomerati urbani, nei pressi, come Holmstrup risalgono al IX secolo secondo fonti del 1294.
Secondo alcuni studi Århus sarebbe stata un fiorente villaggio già nel VII secolo. Il villaggio sorgeva lungo il fiume, non lontano da Åby e ad est del lago di Brabrand. Si suppone che in tempi remoti una chiesa di legno sorgesse nei pressi del luogo ora sorge la chiesa di Nostra Signora (Vor Frue Kirke, X-XI secolo). Il ritrovamento, nel suolo cittadino e nel circondario, di sei pietre runiche, databili intorno all'anno 1000, sono una testimonianza dell'importanza dell'insediamento vichingo in quanto solo i nobili più facoltosi le utilizzavano.
Intorno al 1040 si cominciò a battere moneta; le prime erano di Canuto III e di Magnus il Buono. Ritrovamenti archeologici testimoniano la presenza di raffinati artigiani del legno ed abili mercanti che commerciavano in ceramiche provenienti dall'est, e pietre dalla Scandinavia del Nord.

#### Le fortificazioni
Århus al tempo dei vichinghi era circondata da posti di guardia, che essenzialmente seguivano le vie che ora portano il loro nome - Graven, Volden, Borgporten - e che quindi sorgevano lungo il fiume. Il villaggio era costruito alla foce del fiume, presso un guado, in modo da essere posizionato tra il fiume e le opere di difesa.
Alcuni scavi archeologici condotti nella primavera del 2005, dimostrano che le strutture difensive furono costruite già in una fase relativamente antica, intorno al 934, forse in relazione all'attacco di Henrik Fuglefængers alla penisola dello Jutland. Nella seconda metà del X secolo, le difese furono rafforzate e nel XII secolo furono costruiti i bastioni. Al termine della loro costruzione, le fortificazioni erano larghe 20 metri e alte 6-7 metri.

### XII-XVI secolo

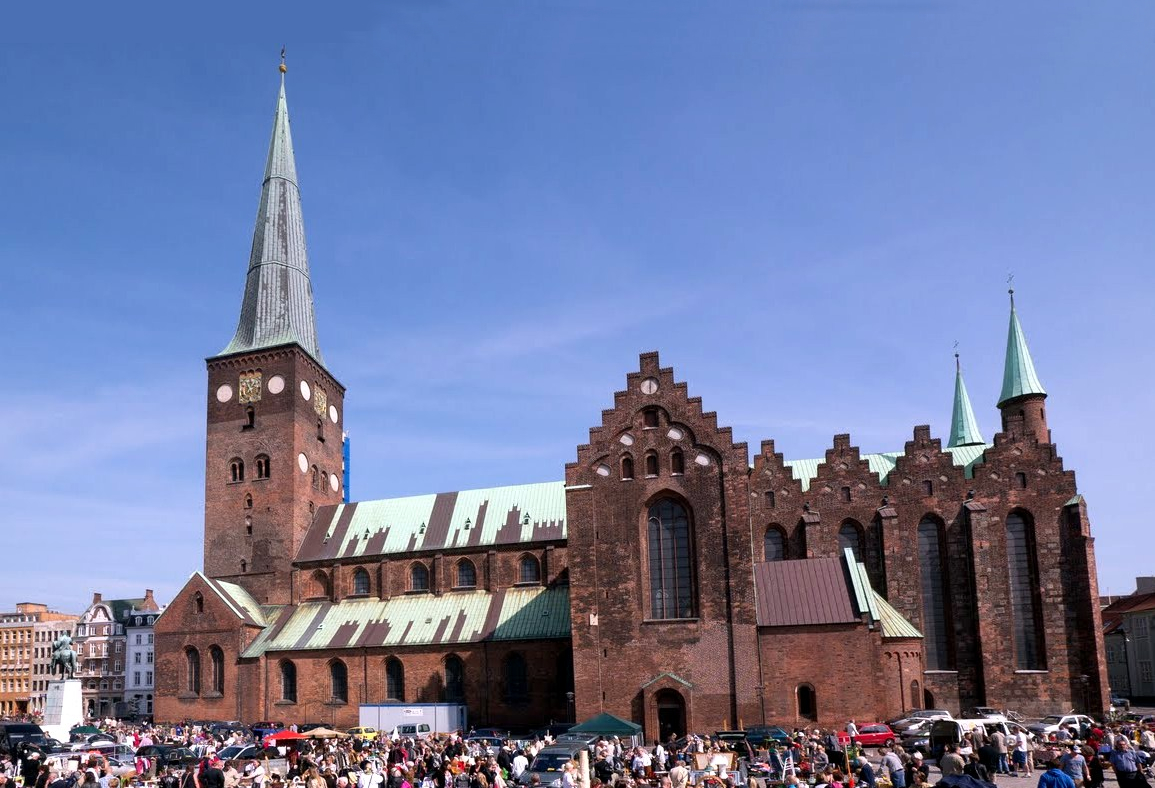
Duomo di Århus visto da Piazza Grande (Store Torv).

Su ordine del vescovo Peder Vognsen iniziò, intorno al 1200, la costruzione della Cattedrale di San Clemente in stile romanico, che fu completata all'incirca nel 1300 e sostituì la chiesa di Nostra Signora come cattedrale. La Katedralskolen fu istituita, probabilmente, prima della cattedrale, quando, nel 1195, Peder Vognsen fornì libri per l'istruzione dei prelati e dei funzionari ecclesiastici.
Nello stesso periodo la città conobbe una notevole espansione urbanistica: il vecchio municipio di fronte alla cattedrale, la grande residenza arcivescovile presso Rosengade, a nord della chiesa, un edificio per l'amministrazione della chiesa presso Bispetorv, insieme ad alloggi per i parroci furono costruiti in quell'epoca. Infine fu costruito un ponte sul fiume presso Immervad o l'Ospedale dello Spirito Santo a Lilletorv. Il porto cominciò ad acquisire importanza attorno al 1300, e molti edifici della parte sud del centro della città furono terminati in quel secolo.
Århus acquisì privilegi di città commerciale il 2 luglio 1441. Il lavoro in città crebbe considerevolmente quando nel 1477 Cristiano I le diede uno statuto, nuove strade come Volden og Graven e le difese, che avevano perso valore militare, furono ricostruite. A Brobjerg, si costruì un convento di carmelitani con chiesa, e all'angolo tra Vestergade og Grønnegade si costruì il Sct. Karensgård, che fu usato come lazzaretto. Il duomo venne rimodernato in stile gotico e fu aggiunta l'alta torre, la cui guglia aveva un'altra forma rispetto a quella odierna.

### XVII-XVIII secolo

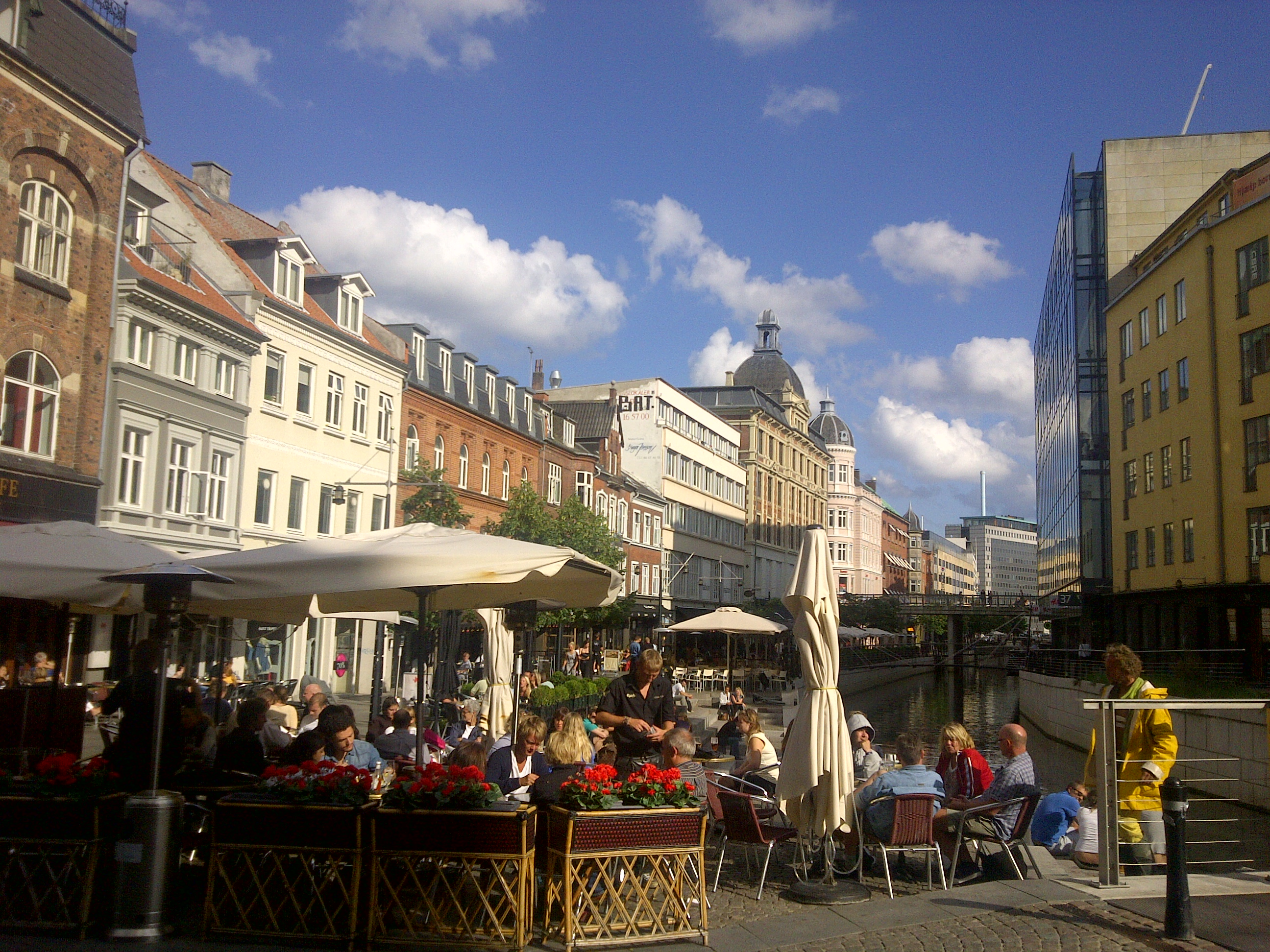
Una via del centro di Århus

Nel XVII secolo la città ebbe poche possibilità di salvezza dalla guerra. Dell'incursione delle truppe imperiali del 1627-1629 si ricorda ancora Wallensteins, che si trovava a sud della città, più o meno, dove oggi si trova Skansegården. Nel 1644 la città fu incendiata dagli svedesi, che nel 1657-1659 ripeterono l'operazione. Altri flagelli, come la peste ed un gigantesco rogo, si abbatterono sulla città nel XVII e XVIII secolo. La città aveva, nel XVII secolo, importanti commerci con la Norvegia con Lubecca, Amsterdam, con l'Inghilterra, la Francia e la Spagna. La flotta commerciale consisteva di 100 navi e le esportazioni di cereali verso la Norvegia e altri paesi era di circa 20 000 tonnellate annue, aumentate a 36 000 nel XVII secolo. Il declino colpì la città nel XVIII secolo: nel 1735 terminarono i commerci con Norvegia e Lubecca; la flotta venne dimezzata, il porto cominciò ad insabbiarsi, nel 1768 c'erano solo 31 navi. Nel 1769 Århus aveva circa 3 500 abitanti.

### XIX secolo

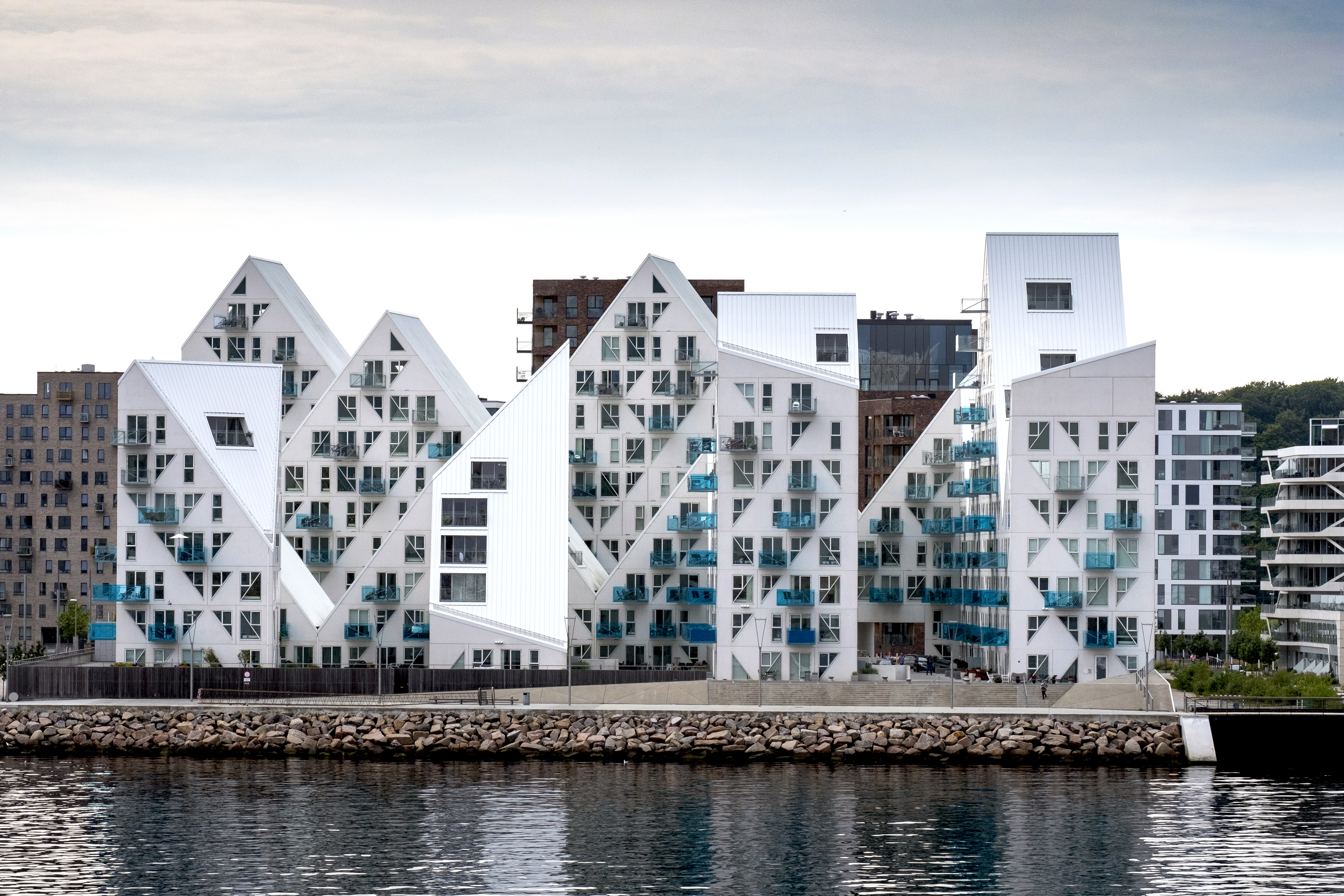
I moderni appartamenti di Aarhus Ø

Nel XIX secolo Århus divenne, dopo l'emancipazione dalla capitale, e dopo la seconda guerra dello Schleswig per Amburgo, città dominante dello Jutland. Se nel 1800 era la terza città dello Jutland, nel 1840 aveva superato Randers e, nel 1850, Aalborg. Per il trasporto verso l'entroterra dei materiali giunti nel porto si rese necessaria la costruzione di una ferrovia. La ferrovia tra Århus e Randers fu inaugurata nel 1862, e a quell'epoca risale anche la prima stazione. L'aumentare delle connessioni portò alla costruzione di un'altra stazione nel 1884.
La nuova stazione fu la terza e fu inaugurata nel 1929. L'aspetto culturale non fu tuttavia trascurato nella "capitale dello Jylland", che nel giro di pochi anni si dotò di un museo (Århus Museum 1877), biblioteca di Stato (1902), di numerose scuole superiori, di eccellenti ospedali, e del nuovo teatro (1900). In entrambe le guerre dello Schleswig la città fu invasa da truppe nemiche.
Il 31 maggio del 1849 la periferia di Århus si trovò tra gli ussari prussiani ed i dragoni danesi. Sulla strada Randersvej, presso l'ospedale (Kommunehospitalet), sorge un cippo commemorativo dello scontro. Il vicino caseggiato, detto Rytterparken, è così nominato in memoria degli scontri del 1849.
Negli ultimi anni, Aarhus ha registrato una forte domanda di abitazioni e uffici, stimolando un boom edilizio in alcune zone della città. Il quartiere di recente costruzione di Aarhus Ø, un tempo zona portuale, comprende importanti sviluppi abitativi, per lo più costituiti da appartamenti di proprietà privata, tra cui spicca l'Isbjerget.
Nel secondo trimestre del 2012, la popolazione dell'area era di soli 5 abitanti, ma nell'ottobre 2019 il numero era salito a 3 940.

## Monumenti e luoghi d'interesse
- La sua cattedrale, che risale al XIII secolo, è la più grande della Danimarca; all'interno sono ancora visibili gli affreschi che furono imbiancati dopo la Riforma Protestante del 1536, e una curiosa nave votiva.
- Il Palazzo di Marselisborg (Marselisborg Slot) è invece residenza reale, all'interno del parco omonimo: il nome è quello di una potente famiglia locale, i Marselis.
- Il Municipio, nello stile del funzionalismo.
- Il teatro di Aarhus, esempio di Art Nouveau.

La città vanta anche tra i suoi monumenti: 
- Il museo d'arte ARoS,
- Il museo all'aperto Den Gamle By, ossia "l'antico borgo", ricostruzione piuttosto fedele e pittoresca di un villaggio danese.

## Cultura
Aarhus è sede di numerosi eventi e festival culturali annuali, musei, teatri ed eventi sportivi di importanza nazionale e internazionale, e presenta alcune delle maggiori attrazioni culturali della Danimarca. C'è una lunga tradizione di musica di tutti i generi e molte band danesi sono nate ad Aarhus. Biblioteche, centri culturali e istituzioni educative offrono ai cittadini opportunità gratuite o semplici per partecipare, impegnarsi o essere creativi con eventi e produzioni culturali di ogni tipo.
Dal 1938, Aarhus si è presentata con il nome di Smilets by (Città dei sorrisi), che è diventato sia un moniker informale che uno slogan ufficiale. Altri slogan occasionalmente utilizzati sono Byen ved havet (Città sul mare), Mellem bugt og bøgeskov (Tra la baia e la faggeta) e Verdens mindste storby (La più piccola grande città del mondo).
Nel 1919, il numero Sangen til Aarhus (Canzone per Aarhus) era diventato un successo popolare per un certo periodo, ma il più antico e forse più noto "inno nazionale" della città è il classico Aarhus Tappenstreg del 1872 di Carl Christian Møller, che viene occasionalmente suonato in occasione di eventi ufficiali o di esibizioni di bande e orchestre locali.

### Istruzione

#### Università
La fondazione dell'università, Aarhus Universitet, risale al 1928. Il campus fu terminato nel 1933, quando l'università fu inglobata nel sistema educativo danese, e da allora ha conosciuto continue espansioni.
Attualmente è una città prevalentemente universitaria, fortemente influenzata da un'ampia presenza della popolazione giovanile. Dal 2012 è la prima università di Danimarca per numero di studenti iscritti, con oltre 32.000 studenti secondo i dati del 2021. È presente stabilmente nella top 100 delle migliori università al mondo e rientra tra le migliori 25 tra quelle del continente europeo, secondo le classifiche più autorevoli.
La biblioteca dell'università ospita la Collezione di Ruben.

## Società

### Evoluzione demografica
Nel comune di Aarhus risiedono 318 757 abitanti (2012). La cifra considera tutto il territorio del comune: la città di Aarhus, con una superficie di 98,4 km² e 285 273 abitanti (2022), e i villaggi di Løgten-Skødstrup, Hjortshøj, Lystrup, Trige, Lisbjerg, Sabro, Harlev, Solbjerg, Tranbjerg, Mårslet, Beder e Malling. Aarhus si colloca così al secondo posto tra le città danesi e nella top 1 000 dei comuni europei per numero di abitanti.
(Censimento della popolazione al primo gennaio):
| - 950 - circa 500-1 000 - 1620 - circa 4 000 - 1835 - circa 6 800 - 1860 - circa 11 000 - 1890 - circa 33 000 - 1900 - circa 50 000 - 1935 - circa 100 000 - 1945 - circa 140 000 - 1950 - circa 150 000 - 1980 - 244 839 - 1985 - 252 071 - 1990 - 261 437 - 1995 - 277 477 | - 1999 - 283 673 - 2000 - 284 846 - 2003 - 291 258 - 2004 - 293 510 - 2005 - 294 954 - 2006 - 295 513 - 2007 - 296 170 - 2012 - 318 757 |

## Geografia antropica

### Suddivisioni amministrative

#### Quartieri
La città è suddivisa nei quartieri di:
- Brabrand
- Egå
- Frederiksbjerg
- Gellerup
- Hasle
- Hasselager
- Holme
- Højbjerg
- Kolt
- Midtbyen
- Risskov
- Rosenhøj
- Skejby
- Slet
- Skæring
- Skåde
- Stavtrup
- Tilst
- Tranbjerg
- Trøjborg
- Vejlby
- Vesterbro
- Viby
- Åbyhøj
- Åby

Inoltre sono individuati otto distretti postali: Aarhus C, Aarhus Porto (detto anche Aarhus Ø), Aarhus N, Aarhus V, Højbjerg, Åbyhøj, Viby e Brabrand.

#### Frazioni
Il comune comprende le seguenti località:
- Aarhus (capoluogo)
- Beder
- Harlev
- Hjortshøj
- Lisbjerg
- Lystrup
- Malling
- Mårslet
- Sabro
- Solbjerg
- Løgten-Skødstrup
- Studstrup
- Trige

## Economia
L'economia di Aarhus è prevalentemente basata sulla conoscenza e sui servizi, fortemente influenzata dall'Università di Aarhus e dalla grande industria sanitaria. Il settore dei servizi domina l'economia e sta crescendo man mano che la città si allontana dal settore manifatturiero. Il commercio e i trasporti rimangono settori importanti, grazie al grande porto e alla posizione centrale sulla rete ferroviaria. Il settore manifatturiero è in lento ma costante declino dagli anni '60, mentre l'agricoltura è stata a lungo un settore marginale all'interno della municipalità. La municipalità ospita 175 000 posti di lavoro, di cui circa 100 000 nel settore privato e il resto suddiviso tra Stato, regione e municipalità. La regione è un importante produttore agricolo, con molte grandi aziende agricole nei distretti periferici. I cittadini si recano ad Aarhus da località lontane come Randers, Silkeborg e Skanderborg e quasi un terzo degli impiegati del comune di Aarhus proviene dalle comunità vicine. Aarhus è un centro per la vendita al dettaglio nei Paesi nordici e baltici, con ampi centri commerciali, la strada commerciale più trafficata del Paese e un nucleo urbano denso con molti negozi specializzati.
Vi è inoltre la sede della importante marca di birra Ceres.
Qui fu aperto nel 1979 il primo negozio della catena JYSK.

### Turismo
Il settore del turismo occupa un posto di rilievo nell'economia della città.
Il Museo d'Arte ARoS, il Museo della Città Vecchia e Tivoli Friheden sono tra le principali attrazioni turistiche della Danimarca. Con un totale di quasi 1,4 milioni di visitatori, rappresentano la forza trainante del turismo, ma anche altri luoghi come il Museo Moesgård e il Kvindemuseet sono popolari. Anche le ampie strutture commerciali della città sono considerate un'attrazione importante per i turisti, così come i festival, in particolare NorthSide e SPOT. Molti visitatori arrivano su navi da crociera: nel 2012, 18 navi hanno visitato il porto con oltre 38 000 passeggeri.
Negli anni 2010 si è assistito a una notevole espansione delle strutture turistiche. Secondo alcune stime, i visitatori che trascorrono almeno una notte sono 750 000 all'anno, la maggior parte dei quali sono danesi provenienti da altre regioni, mentre il resto proviene principalmente da Norvegia, Svezia, Germania settentrionale e Regno Unito. Complessivamente, i turisti spendono in città circa 3 miliardi di corone danesi (402 milioni di euro) all'anno. La motivazione principale per cui i turisti scelgono Aarhus come destinazione è l'esperienza della città e della cultura, le vacanze in famiglia e in coppia o come parte di un viaggio di andata e ritorno in Danimarca. Il soggiorno medio è di poco più di tre giorni.
Ci sono più di 30 punti di informazione turistica in tutta la città. Alcuni di essi sono dotati di personale, mentre altri sono online, con schermi tattili accessibili al pubblico. Il servizio ufficiale di informazioni turistiche ad Aarhus è organizzato da VisitAarhus, una fondazione aziendale avviata nel 1994 dal Comune di Aarhus e da organizzazioni locali di interesse commerciale.

## Infrastrutture e trasporti

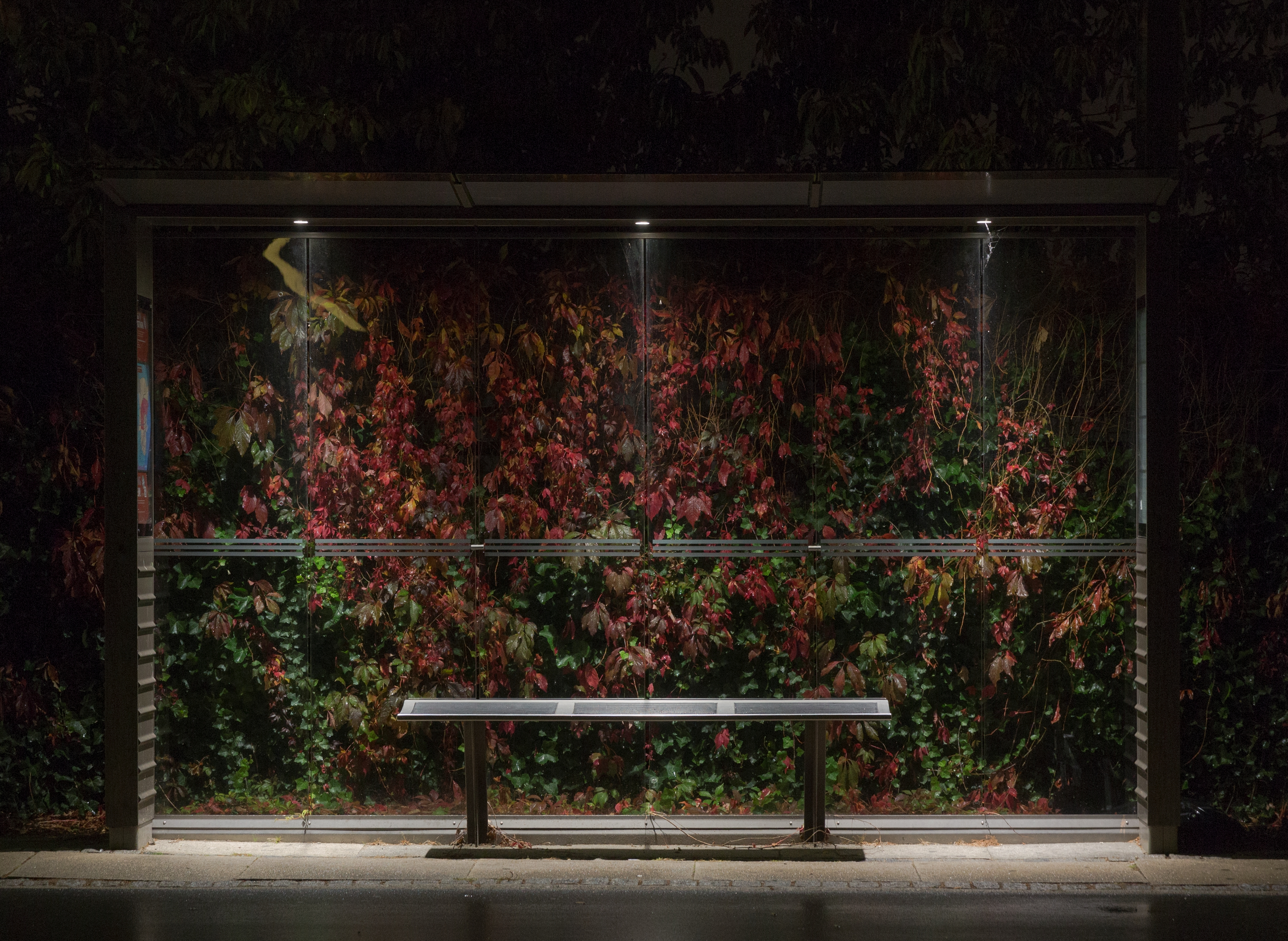
Fermata dell'autobus nel quartiere di Risskov a Aarhus.

La città è servita dall'Aeroporto di Aarhus (situato a circa 40 km a nord-est del centro, presso Tirstrup) e dall'Aeroporto di Billund (a circa 95 km a sud-ovest).
I trasporti ferroviari possono contare su una linea nazionale di collegamento con Copenaghen e su diverse linee locali, tutte convergenti sulla Stazione Centrale di Aarhus. Esistono inoltre diverse linee urbane ed extraurbane di autobus con terminal principale presso la stazione degli autobus nel centro cittadino. Esiste poi il progetto di rete di tram-treno chiamato Aarhus Letbane.
La città è dotata di un importante porto in cui sono attive anche linee di traghetti della compagnia Mols-Linien che collegano la città all'isola di Selandia sulla penisola di Sjællands Odde.
All'interno del centro urbano è disponibile un sistema di bike sharing gratuito detto Aarhus Bycykler.

## Amministrazione

### Gemellaggi
- Bergen, dal 1946
- Göteborg, dal 1946
- Turku, dal 1946
- Kujalleq, dal 1962
- Harbin, dal 1984
- San Pietroburgo, dal 1989
- Rostock, dal 2006

## Sport

### Calcio
La squadra principale della città è l'Aarhus Gymnastikforening.

### Football americano
La squadra cittadina, gli Aarhus Tigers, ha vinto 4 volte il Mermaid Bowl e una volta la Euro Cup.